# Rakt över disk
"Rakt över disk" är en svensk popsång skriven av Bengt Palmers. Låten spelades in av Liza Öhman 1980 och utgör öppningsspåret på hennes självbetitlade debutalbum Liza Öhman. Den släpptes också som singel samma år med "Håll mej hårt intill dej" som B-sida.

## Om sången
Låten producerades och arrangerades av Palmers. Anders Eljas spelade synth, Rutger Gunnarsson bas, Per-Erik Hallin clavinet, Peter Milefors trummor, Chino Mariano och Lars Wellander gitarr och Liza Öhman sjöng. Dessutom medverkade Claes af Geijerstam, Lasse Lindbom och Håkan Lundqvist som bakgrundssångare.
"Rakt över disk" tog sig in på Svenska singellistan där den stannade en vecka på plats 16.

## Låtlista
Båda spåren är skrivna av Bengt Palmers.
Sida A
1. "Rakt över disk" – 4:08

Sida B
1. "Håll mej hårt intill dej" – 3:28

## Medverkande
"Rakt över disk"
- Anders Eljas – synth
- Claes af Geijerstam – bakgrundssång
- Rutger Gunnarsson – bas
- Per-Erik Hallin – clavinet
- Lasse Lindbom – bakgrundssång
- Håkan Lundqvist – bakgrundssång
- Chino Mariano – soloist, elgitarr
- Peter Milefors – trummor
- Lars Wellander – elgitarr
- Liza Öhman – sång

"Håll mej hårt intill dej"
- Caj Högberg – bas
- Peter Milefors – trummor
- Anders Nordh – elgitarr
- Bengt Palmers – elgitarr, piano, synth
- Liza Öhman – sång, sångarrangemang

## Listplaceringar
| Lista (1980) | Position |
| ------------ | -------- |
| Sverige      | 16       |